# Dʿmt
Dʿmt (geez: ዳሞት, najprawdopodobniej wymawiane jako Daʿamat) – starożytne królestwo założone w X wieku p.n.e. na terenie dzisiejszej Erytrei i północnej Etiopii. Niewiele inskrypcji o Dʿmt przetrwało do czasów współczesnych. Badania archeologiczne nie były prowadzone na większą skalę, stąd nasza wiedza o samym państwie jest niewielka. Nie do końca jasne jest, czy Dʿmt przestało istnieć na długo przed powstaniem królestwa Aksum lub czy powoli przekształciło się w nie. Możliwe jest także, że było jednym z państw, które zostało podbite w czasie jednoczenia się Aksum w I wieku p.n.e.. Według niektórych badaczy Dʿmt powstało z mieszanki rdzennej lokalnej ludności oraz Sabejczyków.
Lista znanych królów i królowych (w zapisie nie podano samogłosek)
| Lata rządzenia          | Król                | Uwagi                                                    | Królowa   |
| ----------------------- | ------------------- | -------------------------------------------------------- | --------- |
| Między 700, a 650 p.n.e | Mlkn Wʿrn Ḥywt      | Współczesny władcy Saby o imieniu Karib'il Watar Yahan’m | ʿArky(t)n |
| Między 700, a 650 p.n.e | Mkrb, Mlkn Rdʿm     |                                                          | Smʿt      |
| Między 700, a 650 p.n.e | Mkrb, Mlkn Ṣrʿn Rbḥ | Jego ojcem był Mlkn Wʿrn Ḥywt                            | Yrʿt      |
| Między 700, a 650 p.n.e | Mkrb, Mlkn Ṣrʿn Lmn | Jego ojcem był Mkrb, Mlkn Ṣrʿn Rbḥ                       | ʿAdt      |

Stolicą państwa była Yeha, miasto w dzisiejszej Etiopii w prowincji Tigraj.
W królestwie rozwijano system irygacji, używano pługów oraz żelaznych narzędzi i broni. Znani królowie Dʿmt czcili zarówno południowoarabskich, jak i lokalnych bogów. Miejscowe bóstwa nosiły imiona 'str, Hbs, Dt Hmn, Rb, Šmn, Ṣdqn i Šyhn.